# 林德林
林德林（1890年1月9日—1951年9月17日）是台灣雲林西螺出身的僧侶，俗名林茂成，法號演滿，別號二樹庵、祇園、正信生，日治時代任日本佛教曹洞宗布教師，推崇日僧忽滑谷快天的思想，以台灣的馬丁路德自任。認為僧侶可妻帶（結婚），本人亦娶妻生子。美麗島事件受難者之一林弘宣為其子，台中畫家林星華為其女。

## 略歷
雲林西螺出身，初在台中慎齋堂求道，曾任白河大仙寺副寺。明治45年（1912年），在基隆靈泉寺善慧法師門下出家。大正11年（1922年），創建台中佛教會館，並任住持。大正12年（1923年），成立台中佛教會，受曹洞宗總本山任命為台灣台中駐在布教師補。昭和2年（1927年），爆發疑似和《台灣日日新報》記者張淑子之妻桃色糾紛的「中教事件」，引發以彰化「崇文社」為首的儒社批評，導致儒佛知識社群之間數年的論爭。昭和7年（1932年），和張月在會館舉行佛化婚禮。昭和11年（1936年），和林澄坡、鄭松筠、何寶琦等成立正信會。

## 關連項目
- 台灣佛教